# Глубокий Рог
Глубокий Рог (укр. Глибокий Ріг) — село в Сновском районе Черниговской области Украины. Население 35 человек. Занимает площадь 0,47 км².
Код КОАТУУ: 7425887002. Почтовый индекс: 15232. Телефонный код: +380 4654.

## Власть
Орган местного самоуправления — Софиевский сельский совет. Почтовый адрес: 15232, Черниговская обл., Сновский р-н, с. Софиевка, ул. Луговая, 2.